# Stanton (Észak-Dakota)
Stanton település az Amerikai Egyesült Államok Észak-Dakota államában, Mercer megyében, melynek megyeszékhelye is. Lakosainak száma 368 fő (2020. április 1.).

## Népesség
A település népességének változása:

| 2010 | 366 |
| 2020 | 368 |